# История почты и почтовых марок Гельголанда
История почты и почтовых марок Гельголанда соответствует периоду отдельных почтовых эмиссий для Гельголанда, острова в Северном море, бывшего британским владением с 1814 года до 1890 года, когда он вошёл в состав Германской империи, с оригинальными надписями нем. «Heligoland» («Гельголанд»; 1867—1890).

## Развитие почты
С 1796 года по 1866 год на Гельголанде работало почтовое отделение, открытое вольным городом-государством Гамбургом. Оно осуществляло нерегулярную почтовую связь с немецким портовым городом Куксхафеном на материке, поскольку английские суда заходили только на остров в зимний период или при сильном волнении на море. После 1820 годов по мере развития острова почтовое сообщение стало более регулярным. Собственная почтовая служба была организована британцами на острове 1 июля 1866 года.
Первые почтовые отправления с Гельголанда можно идентифицировать только по замечаниям в тексте писем. Рукописные отметки о месте отправления «Heligoland» (Гельголанд) начали появляться на корреспонденции в 1849 году. В 1852 году им на смену пришёл однострочный резиновый штамп «Helgoland» (Гельголанд). В 1862—1867 годах в обращении на острове были почтовые марки Гамбурга. Выпуск собственных почтовых марок Гельголанда производился в 1867—1879 годах.
В 1879 году Гельголанд вступил во Всемирный почтовый союз.

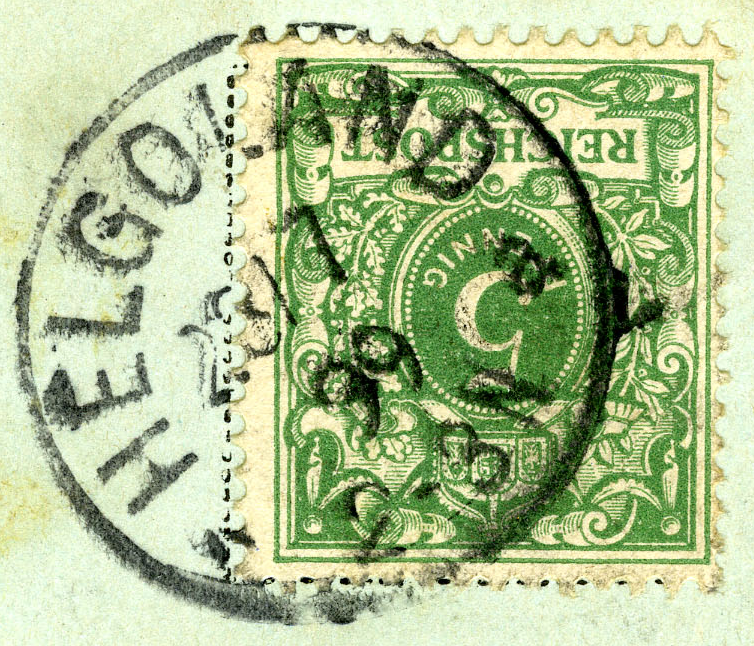
Почтовый штемпель Гельголанда с датой 23 июля 1899 г. Почтовая марка не типа «Германия» номиналом 5 пфеннигов

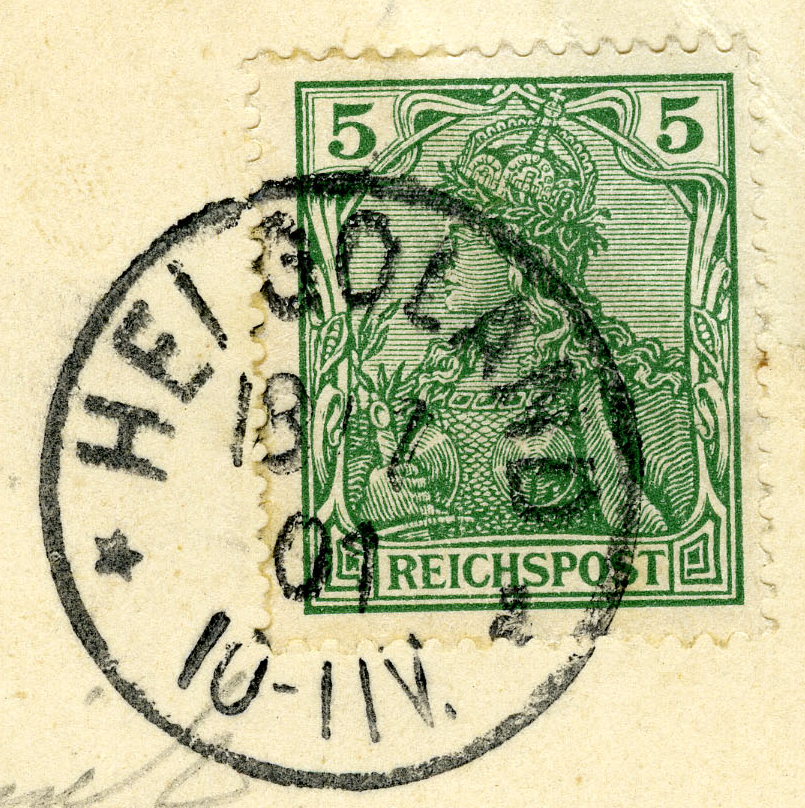
Почтовый штемпель Гельголанда с датой 18 июля 1901 г. Почтовая марка типа «Германия» номиналом 5 пфеннигов

В связи с передачей острова Германской империи в 1890 году почтовая связь там перешла в ведение Имперской почты. С 10 августа 1890 года на Гельголанде стали использоваться только почтовые марки Германии.

## Выпуски почтовых марок
Все почтовые марки Гельголанда печатались типографским способом Императорской государственной типографией в Берлине. Выпуск 1867—1868 годов состоял из марок четырёх номиналов, все они были с просечкой. В 1869—1873 годах были выпущены почтовые марки с зубцовкой (пять номиналов), а в 1875—1890 годах эмитировались почтовые марки 10 номиналов тоже с зубцовкой. Всего между 1867 годом и 1890 годом было выпущено 19 почтовых марок.
Номинал почтовых марок до 1875 года обозначался в гамбургских шиллингах, после чего на каждом почтовом выпуске номиналы обозначались в германской и британской валютах (выпуски с номиналами в фартингах/пфеннигах). На всех почтовых марках был вытиснен силуэт королевы Виктории, за исключением марок четырёх самых высоких номиналов, на которых представлены гербы Гельголанда.
Почтовые марки Гельголанда были изъяты из почтового обращения в 1890 году.

## Новоделы
Помимо оригинальных почтовых марок было напечатано также большое количество новоделов, которые известны как «берлинские», «лейпцигские» и «гамбургские» новоделы соответственно. При этом часто сами новоделы часто допечатывались дополнительными тиражами. Новоделы часто очень сложно отличить от оригинальных марок. Берлинские новоделы качеством иногда лучше, чем оригиналы. Новоделы печатались между 1875 и 1895 годами. Следовательно, во многих «старых» коллекциях находятся новоделы, а не оригинальные марки. Высказывалось мнение, что было допечатано семь миллионов новоделов по сравнению с известными полутора миллионами оригинальных марок, из которых, возможно, половина была продана через почтовые отделения, а остальные были реализованы филателистическим дилерам после изъятия из почтового обращения. По данным Граллерта и Грушке, общий тираж всех оригинальных марок Гельголанда составил 1 340 000 экземпляров, тогда как общий тираж всех новоделов Гольднера (см. ниже) равняется как минимум 3 155 000 экземпляров. Несколько печатных тиражей никогда не продавались на почте, но тем не менее попали в руки филателистических дилеров.

### Классификация новоделов Гельголанда
Новоделы Гельголанда классифицируются следующим образом:
- Официальные новоделы 1890 года, изготовленные для Музея имперской почты в Берлине тиражом по 200 экземпляров семи номиналов. Эти новоделы более редки чем оригинальные марки и находятся только в крупных специализированных коллекциях и музеях.

- Полуофициальные новоделы, изготовленные при официальном содействии с оригинальных печатных досок с 1875 года по 1885 год для гамбургского филателистического дилера Гольднера, ставшего обладателем оригинальных печатных форм. Их называют «Берлинскими новоделами».

- Частные новоделы 1885—1895 годов, среди которых различаются «Лейпцигские новоделы», которые были напечатаны тем же Гольднером в типографии Гизеке и Девриента в Лепциге, и «Гамбургские новоделы», которые были напечатаны им же в типографии Ф. Шлотке в Гамбурге.

Помимо указанных новоделов Гольднера встречаются изготовленные им фантастические выпуски, представляющие собой беззубцовые и в оригинале невыпущенные номиналы с зубцовкой.

## Облатки
В почтовом отделении Гельголанда использовались облатки в немецком стиле для запечатывания служебных почтовых конвертов. Известно о существовании как минимум двух образцов голубого (синего) цвета и одного — красного цвета.

Облатки Гельголанда
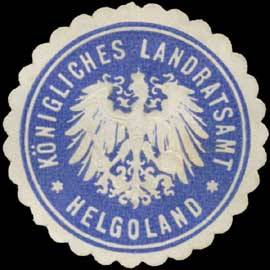
Облатка императорской районной администрации Гельголанда голубого цвета, тиснение, между 1850 и 1923 гг.
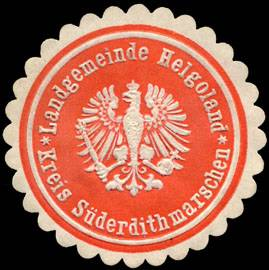
Облатка сельской общины Зюдердитмаршен красного цвета, тиснение, между 1850 и 1923 гг.
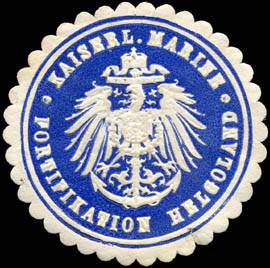
Облатка крепости Гельголанд императорского ВМФ синего цвета, тиснение, между 1850 и 1923 гг.

## Цельные вещи

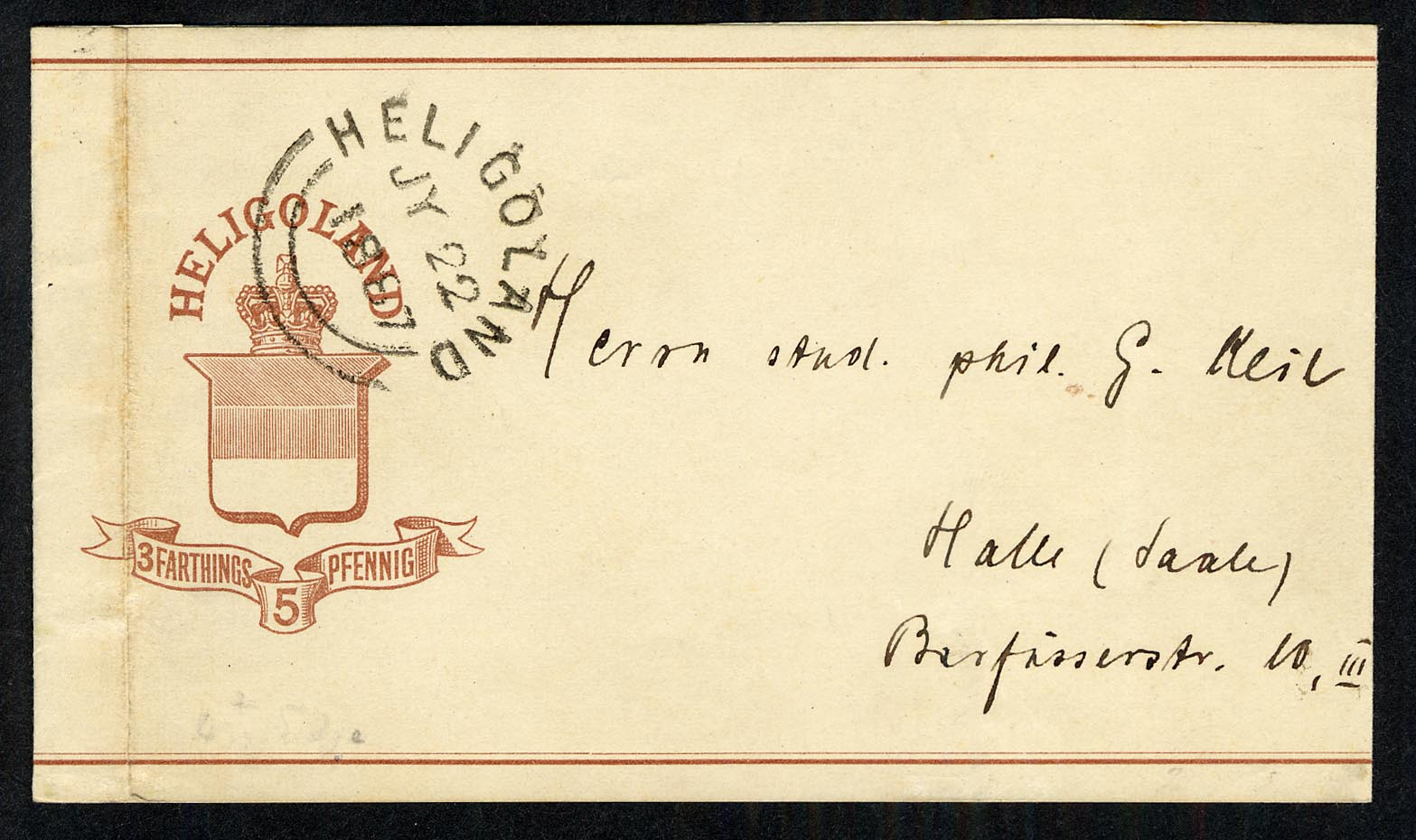
Бандероль номиналом 3 фартинга/5 пфеннигов, прошедшая почту 22 июля 1887 г.

В почтовом обращении на Гельголанде были только такие цельные вещи как конверты, почтовые карточки, почтовые карточки для ответа и бандероли — всего 11 цельных вещей. Как и почтовые марки Гельголанда, многие из них были перепечатаны в виде новоделов с использованием оригинальных печатных пластин.
Были выпущены два разных конверта: номиналом 1½ пенса/10 пфеннигов в 1875 году и 2½ пенса/20 пфеннигов в 1879 году с тиснёным профилем королевы Виктории.
Были эмитированы три почтовые открытки для ответа: 3 фартинга/5 пфеннигов (x2) в 1876 году с тиснёным профилем королевы Виктории, надпечатка 1½ пенсов/10 пфеннигов (x2) в 1879 году на выпуске 1876 года и 5 фартингов/10 пфеннигов (x2) в 1979 году с гербом Гельголанда.
Были выпущены три разные почтовые карточки: одна в 1879 году номиналом 1½ пенса/10 пфеннигов, надпечатанным на невыпущенной почтовой карточке номиналом 3 фартинга/5 пфеннигов, одна в 1878 году с изображением герба Гельголанда и аналогичная в 1879 году, обе номиналом 5 фартингов/10 пфеннигов.
13 февраля 1878 года вышли три разные бандероли с изображением герба Гельголанда: номиналом 2 фартинга/3 пфеннига зелёного цвета, 3 фартинга/5 пфеннига коричневого цвета и 1½ пенса/10 пфеннигов синего цвета. Бандероль номиналом 2 фартинга/3 пфеннига — единственная известная бандероль, которая была перепечатана в оригинальном цвете, а также в чёрном, золотом, розовом и желтом цветах помимо печати на жёлтой бумаге. Партия бандеролей номиналом 3 фартинга/5 пфеннигов на тонированной розовой бумаге поступила на Гельголанд уже после его передачи Германии и поэтому не была в почтовом обращении.
В 1879-1895 годах для Гольднера также выпускались частные новоделы цельных вещей и вырезок с оригинальных форм знаков почтовой оплаты.
Известны подделки всех трёх видов бандеролей.

## Коллекционирование
Цены на негашеные марки Гельголанда — от умеренных до средних, но некоторые раритеты стоят до 1000 евро (2005 год). Некоторые гашёные марки продавались на аукционах за 4800 евро, а некоторые конверты — за 10 или 12 тысяч евро. Такие цены способствуют появлению подделок. Поскольку гашёные марки зачастую стоят дороже негашеных марок, то поддельные почтовые штемпели изобилуют и являются правилом для якобы гашёных марок высоких номиналов. Из-за множества поддельных почтовых гашений и новоделов коллекционерам почтовых марок Гельголанда рекомендуется либо стать экспертом, либо полагаться на специалистов: большинство уважаемых филателистических дилеров отказываются иметь с почтовыми марками Гельголанда дело из-за распространенности новоделов и подделок. Коллекционеру, который хочет хорошо разбираться в почтовых выпусках Гельголанда, рекомендуется ознакомиться со специальным каталогом Michel Deutschland и приобрести, по крайней мере, «Почтовые марки Гельголанда» («Helgoland Philatelie») Гельмута Лембергера (Helmuth Lemberger). Большая часть соответствующей филателистической литературы издана на немецком языке.